# Matts Ramstorp
Matts Ingvar Ramstorp, född 17 juli 1952 i Malmö, är civilingenjör i kemiteknik, teknologie doktor i tillämpad biokemi och adjungerad professor i renrumsteknik och produktionshygien vid Lunds Tekniska Högskola.
Matts Ramstorp verkar som opinionsbildare i renhets- och hygienbranschen.